# 湖南町
湖南町（こなんまち）は福島県郡山市にある地区。かつては福島県中通り中部、安積郡に属していた湖南村だった。

## 概要
戦国時代頃から白河街道が通り、赤津、福良、三代地域には宿場町が置かれて栄えた。そのため古くから街道で結ばれた会津若松市とのつながりが深いが、1962年（昭和37年）に旧三森隧道が開通して郡山市側へのアクセスが大幅に改善したことで、郡山市との交流も徐々に活発になっている。
地形が奥羽山脈により郡山市の他地区と隔てられており、気候的には会津地方と等しいため郡山市内で豪雪地帯に指定されている唯一の地域である。

## 地理
現在の郡山市の西部に位置する。
- 湖：猪苗代湖
- 山：額取山、会津布引山

## 歴史
- 1955年（昭和30年）3月31日 - 中野村、三代村、月形村、福良村、赤津村が合併し湖南村となる。
- 1965年（昭和40年）5月1日 - 郡山市が湖南村を含む安積郡全町村、田村郡田村町と新設合併を行ったことで郡山市の一部となる。
- 1974年（昭和49年）11月12日 - 主要県道白河会津若松線が一般国道294号へ昇格。

### 行政区域変遷
- 変遷の年表

| 湖南村村域の変遷（年表） | 湖南村村域の変遷（年表） | 湖南村村域の変遷（年表） |
| 年                       | 月日                     | 旧湖南村村域に関連する行政区域変遷 |
| ------------------------ | ------------------------ | --- |
| 1889年（明治22年）       | 4月1日                   | 町村制施行により、以下の村が発足。 - 箕輪村 ← 中野村・三代村 - 月形村 ← 中舟津村・舘村・横沢村・浜路村 - 福良村 ← 福良村・馬入新田村 - 赤津村 ← 赤津村単独で村制施行 |
| 1892年（明治25年）       | 7月21日                  | 箕輪村は分割。 - 箕輪村の一部（中野）は分立し中野村が発足。 - 箕輪村の残部（三代）は分立し三代村が発足。                                                             |
| 1955年（昭和30年）       | 3月31日                  | 中野村・三代村・月形村・福良村・赤津村が合併し湖南村が発足。 |
| 1965年（昭和40年）       | 5月1日                   | 湖南村は郡山市と安積郡富久山町・日和田町・熱海町・安積町・喜久田村・逢瀬村・ 片平村・三穂田村と田村郡田村町とともに合併し郡山市が発足。湖南村は消滅。                |

- 市制・町村制以前の変遷表

| 市制町村制以前の湖南村村域の変遷表 | 市制町村制以前の湖南村村域の変遷表 | 市制町村制以前の湖南村村域の変遷表 | 市制町村制以前の湖南村村域の変遷表 | 市制町村制以前の湖南村村域の変遷表 |
| 1868年 以前                        | 1868年 以前                        | 明治元年 - 明治22年                | 明治元年 - 明治22年                | 明治22年 4月1日                    |
| ---------------------------------- | ---------------------------------- | ---------------------------------- | ---------------------------------- | ---------------------------------- |
|                                    | 中地村                             | 中地村                             | 明治8年 中野村                     | 箕輪村                             |
|                                    | 安佐野村                           |                                    | 明治8年 中野村                     | 箕輪村                             |
|                                    | 三代村                             |                                    |                                    | 箕輪村                             |
|                                    | 舟津村                             | 舟津村                             | 舟津村                             | 月形村                             |
|                                    | 舘村                               |                                    |                                    | 月形村                             |
|                                    | 横浜村                             | 明治9年 横浜村                     | 明治17年 横浜村                    | 月形村                             |
|                                    | 浜路村                             | 明治9年 横浜村                     | 明治17年 浜路村                    | 月形村                             |
|                                    | 福良村                             | 福良村                             | 福良村                             | 福良村                             |
|                                    | 舘村                               |                                    |                                    | 福良村                             |
|                                    | 赤津村                             | 赤津村                             | 赤津村                             | 赤津村                             |

- 市制・町村制以後の変遷表

|  | 中野村 | 箕輪村 | 明治25年7月21日 中野村分立 | 昭和30年3月31日 湖南村 | 昭和40年5月1日 郡山市 | 郡山市 | 郡山市 |
|  | 三代村 | 箕輪村 | 明治25年7月21日 三代村分立 | 昭和30年3月31日 湖南村 | 昭和40年5月1日 郡山市 | 郡山市 | 郡山市 |
|  | 舟津村 | 月形村 | 月形村                     | 昭和30年3月31日 湖南村 | 昭和40年5月1日 郡山市 | 郡山市 | 郡山市 |
|  | 舘村   | 月形村 | 月形村                     | 昭和30年3月31日 湖南村 | 昭和40年5月1日 郡山市 | 郡山市 | 郡山市 |
|  | 横浜村 | 月形村 | 月形村                     | 昭和30年3月31日 湖南村 | 昭和40年5月1日 郡山市 | 郡山市 | 郡山市 |
|  | 浜路村 | 月形村 | 月形村                     | 昭和30年3月31日 湖南村 | 昭和40年5月1日 郡山市 | 郡山市 | 郡山市 |
|  | 福良村 | 福良村 | 福良村                     | 昭和30年3月31日 湖南村 | 昭和40年5月1日 郡山市 | 郡山市 | 郡山市 |
|  | 舘村   | 福良村 | 福良村                     | 昭和30年3月31日 湖南村 | 昭和40年5月1日 郡山市 | 郡山市 | 郡山市 |
|  | 赤津村 | 赤津村 | 赤津村                     | 昭和30年3月31日 湖南村 | 昭和40年5月1日 郡山市 | 郡山市 | 郡山市 |

## 人口・世帯

### 人口
総数 [単位： 人]
| 2010年（平成22年） | 3,920 |
| 2015年（平成27年） | 3,449 |

### 世帯
総数 [単位： 世帯]
| 2010年（平成22年） | 1,245 |
| 2015年（平成27年） | 1,189 |

## 行政

### 県管轄の機関
- 郡山北警察署福良駐在所、舟津駐在所

### 市管轄の機関
- 湖南行政センター
- 郡山地方広域消防組合 郡山消防署湖南分署
- サン・サン・グリーン湖南
- 湖南スポーツ広場

## 交通

### 路線バス
- 会津バス

地理的条件にて郡山市内でありながら会津バスが一般路線を運行している。会津バス郡山湖南営業所による運行である。

### 道路
- 一般国道
  - 国道294号
- 主要県道
  - 福島県道6号郡山湖南線
  - 福島県道9号猪苗代湖南線
  - 福島県道67号中野須賀川線
- 一般県道
  - 福島県道234号舟津福良線
  - 福島県道235号羽鳥福良線
  - 福島県道236号青松浜線
  - 福島県道376号湖南湊線

## 産業

### 農業
- 田畑が広がる。布引高原では、大根・キャベツの栽培が広く行われている。

### 商業
- 地域内に大規模な小売店舗は存在していない。

## 教育
小学校
- 郡山市立湖南小学校 - 2005年（平成17年）に下記の旧湖南村成立以前の各村地区ごとにあった小学校を統合して開校した。設置場所を三代地区の湖南中学校敷地内とすることで小中一貫教育を実施している。
  - 郡山市立月形小学校
  - 郡山市立中野小学校
  - 郡山市立三代小学校
  - 郡山市立福良小学校
  - 郡山市立赤津小学校

中学校
- 郡山市立湖南中学校 - 1975年（昭和50年）に旧湖南村成立以前の各村地区ごとにあった中学校を統合して開校した。
  - 郡山市立三代中学校
  - 郡山市立福良中学校
    - 湖南村立赤津中学校（1956年、湖南村立(当時)福良中学校へ統合）

  - 郡山市立月形中学校
  - 郡山市立中野中学校

高等学校
- 福島県立湖南高等学校

## 名所・旧跡・観光スポット・祭事・催事
- 猪苗代湖
  - 青松浜湖水浴場
  - 舟津湖水浴場
  - 浜路湖水浴場（冬はしぶき氷が見られることもあり）
  - 舘浜湖水浴場（7月下旬の湖まつりの会場、冬はしぶき氷が見られることもあり）―NHK大河ドラマ「八重の桜」の劇中では舘浜から望む磐梯山が何度か登場している
- 鬼沼
- 屏風岩（猪苗代湖岸にある観光名所の大岩、湖南港付近から見える他、猪苗代町側からの遊覧船に近くを通るコースあり）
- 舟津公園（猪苗代湖岸の公園、キャンプ場や旅館、食堂などあり）
- 布引高原
- 馬入新田水芭蕉群生地
- 清水川の梅花藻
- 隠津島神社
- 東光寺（中地大仏）
- 千手院（千手観音像）
- 長福寺（おすがり観音、弁天堂）
- 湖南温泉（サニーランド湖南）

### 祭事
- 4月 水芭蕉まつり（馬入新田水芭蕉群生地）
- 7月 湖まつり（7月下旬に舘浜で開催、たらい舟体験、魚つかみ体験、湖上花火など）
- 8月 郡山布引風の高原まつり
- 10月 横沢の麓山まつり（体育の日前の土日、鏑箭神社にて、川での潔斎など子供主体のハヤマ信仰の祭り）